# V643 Возничего
V643 Возничего (лат. V643 Aurigae) — одиночная переменная звезда в созвездии Возничего на расстоянии приблизительно 10256 световых лет (около 5145 парсеков) от Солнца. Видимая звёздная величина звезды — от +14,38m до +13,52m.

## Характеристики
V643 Возничего — жёлтая пульсирующая переменная звезда типа RR Лиры (RRAB) спектрального класса G. Радиус — около 6,02 солнечных, светимость — около 26,337 солнечных. Эффективная температура — около 5331 K.